# 蒙塔博
蒙塔博（法語：Montabot，法語發音：[mɔ̃tabo]）是法国芒什省的一个市镇，属于圣洛区。

## 地理
蒙塔博（48°56'5"N, 1°7'31"W）面积11.56 平方千米，位于法国诺曼底大区芒什省，该省份为法国西北部沿海省份，西、北、东北三面环大西洋，东起顺时针与卡爾瓦多斯省、奧恩省、马耶讷省和伊勒-维莱讷省接壤。
与蒙塔博接壤的市镇（或旧市镇、城区）包括：博库德赖、古韦、马尔格赖、诺曼底地区佩尔西、泰西博卡日。

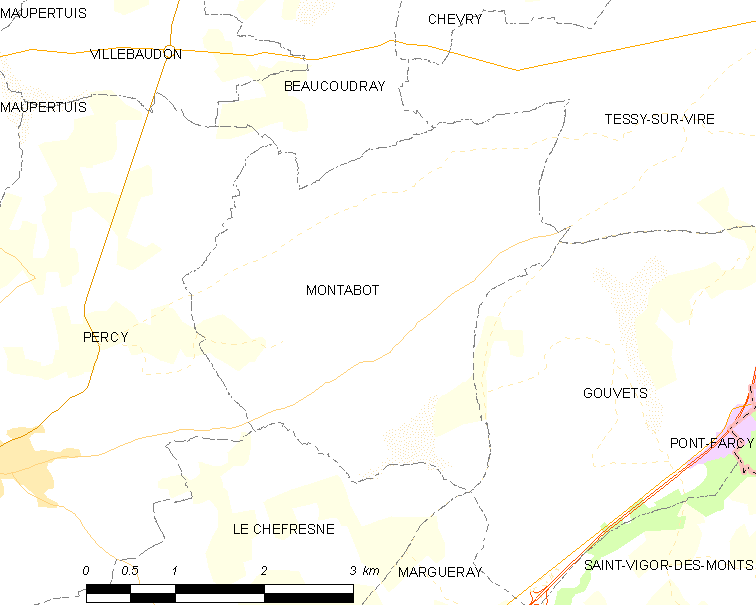
蒙塔博的OSM定位图

蒙塔博的时区为UTC+01:00、UTC+02:00（夏令时）。

## 行政
蒙塔博的邮政编码为50410，INSEE市镇编码为50334。

## 政治
蒙塔博所属的省级选区为维勒迪约莱普瓦勒-鲁菲尼县。

## 人口

1962-2008年间蒙塔博人口变化图示

蒙塔博于2022年1月1日时的人口数量为272人。